# Madīnat as Sādāt
Madīnat as Sādāt är en ort i Egypten.   Den ligger i guvernementet Beheira, i den norra delen av landet, 80 km väster om huvudstaden Kairo. Madīnat as Sādāt ligger 43 meter över havet och antalet invånare är 79 000.
Terrängen runt Madīnat as Sādāt är platt, och sluttar västerut. Runt Madīnat as Sādāt är det ganska tätbefolkat, med 192 invånare per kvadratkilometer. Det finns inga andra samhällen i närheten. Trakten runt Madīnat as Sādāt är ofruktbar med lite eller ingen växtlighet.